# Zarhipis truncaticeps
Zarhipis truncaticeps is een keversoort uit de familie Phengodidae. De wetenschappelijke naam van de soort is voor het eerst geldig gepubliceerd in 1923 door Fall.